# موكب شهب 1860
موكب شهب 1860 العظيم (بالإنجليزية: 1860 Great Meteor procession)‏، حدث فلكي نادر حصل يوم 20 يوليو 1860، تم تسجيله في مناطق مختلفة في الولايات المتحدة، وثقه ورسمه الرسام الأمريكي فريتز إدوين تشرتش وكتب عنه الشاعر والت ويتمان، تضمن الحدث موكب من عدة كرات نارية تتحرك عبر سماء، في عام 2010 تم تعريف هذا الحدث على أنه موكب شهب راعية الأرض، والذي يحصل عند دخول كويكب من راعيات الأرض داخل الغلاف الجوي للكوكب ثم يخرج إلى الفضاء مرة أخرى.